# جبل الصانع (بعدان)

تعديل مصدري - تعديل

جبل الصانع محلة تابعة لقرية الرباط، التابعة لعزلة المنار بمديرية بعدان إحدى مديريات محافظة إب في الجمهورية اليمنية، بلغ تعداد سكانها 25 حسب تعداد اليمن لعام 2004.